# Опарино
Опа́рино (рос. Опарино) — присілок у складі Топкинського округу Кемеровської області, Росія.

## Населення
Населення — 747 осіб (2010; 801 у 2002).
Національний склад (станом на 2002 рік):
- росіяни — 89 %